# Fagerö (äpple)

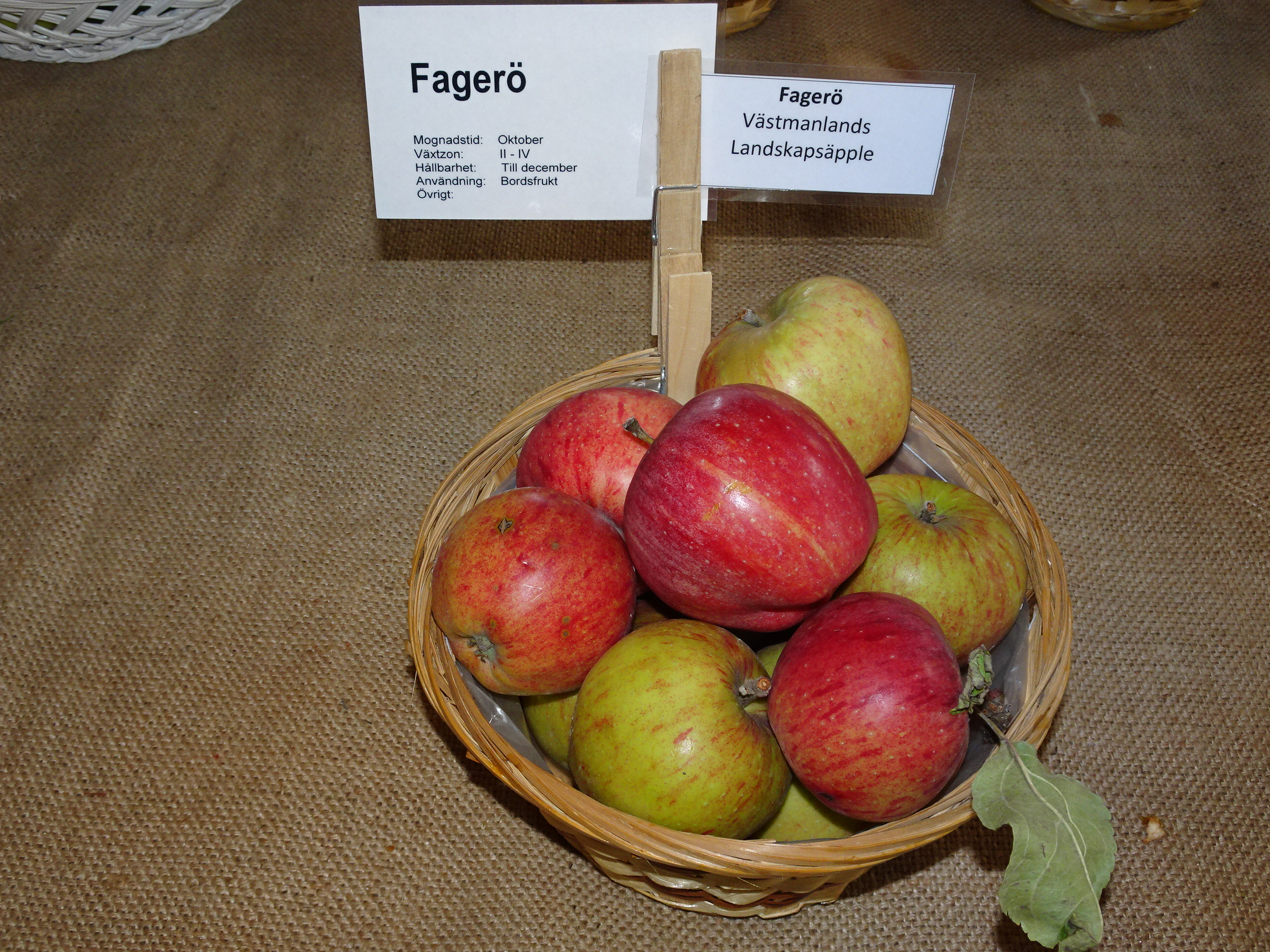
Fagerö äpple utställt i Vallby friluftsmuseum i Västerås.

Fageröäpple (litografi av målning av Henriette Sjöberg (1842–1915)).

Fagerö är en äppelsort som utsetts till landskapsäpple för Västmanland.
Fagerö är ett rött äpple med gulvitt, saftigt, sötsyrligt kött som passar både som ätäpple och till bakning och matlagning. Äpplet skördas i oktober och kan användas direkt. Frukten håller in i november. 
Äppelträdet är härdigt i växtzon 2–4. Pollineras av samtidigt blommande äppelsorter.
Äpplet historia lär gå tillbaka till 1880-talet då det upptäcktes på Fagerön i Mälaren där det växte sju träd av sorten. Trädens egentliga härstamning är dock osäker. Det äldsta trädet av de sju på ön ska ha ympats vid mitten av 1800-talet med kvistar från Ängsö i Västmanland.